# Башмаки (Ивановская область)
Башмаки — опустевшая деревня в Лежневском районе Ивановской области. Входит в состав Лежневского сельского поселения.

## География
Находится в юго-западной части Ивановской области на расстоянии приблизительно 14 км на юг по прямой от районного центра поселка Лежнево.

## История
Деревня уже отмечалась на карте 1808 года. В 1859 году здесь (тогда деревня в составе Ковровского уезда Владимирской губернии) было учтено 10 дворов.

## Население
Постоянное население составляло 40 человек (1859 год), 0 как в 2002 году, так и в 2010.